# Doom Patrol

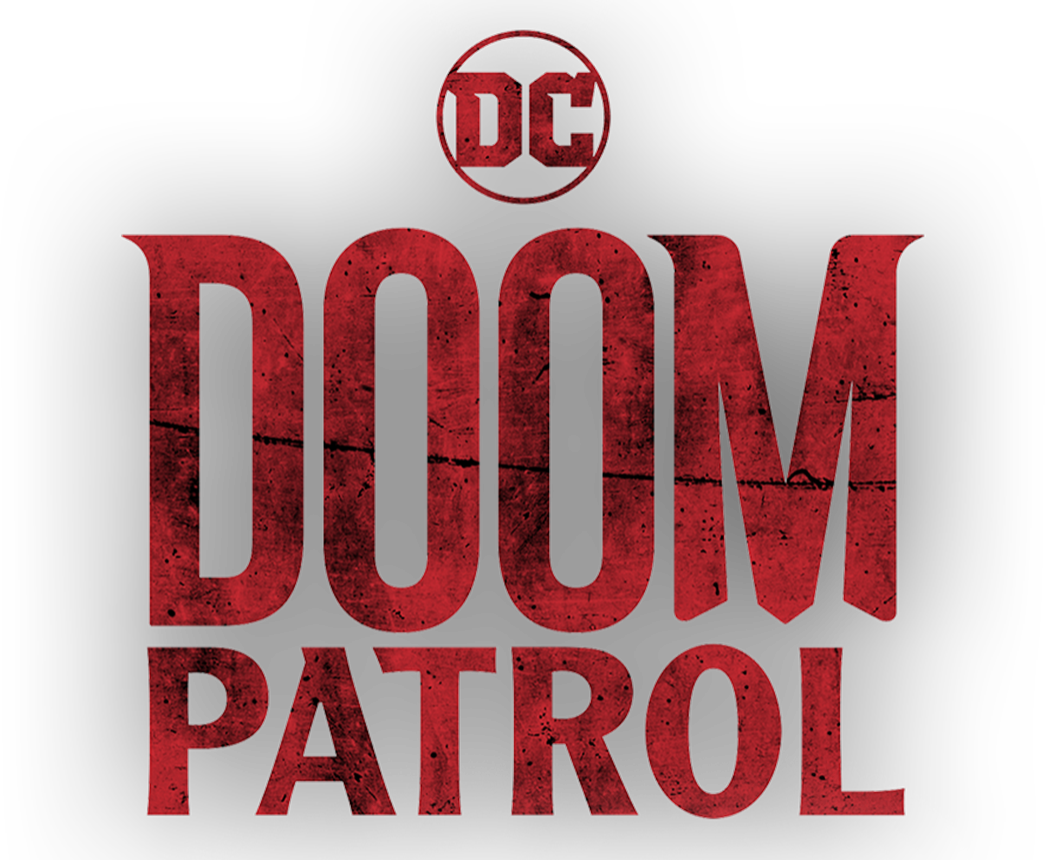

Doom Patrol (dt. Untergangspatrouille) ist der Titel einer Reihe von Comicveröffentlichungen, die der US-amerikanische Verlag DC Comics seit 1963 herausgibt.
Die Doom-Patrol-Comics sind im Science-Fiction-Genre angesiedelt und beschreiben die Erlebnisse einer Gruppe von Abenteurern, die aufgrund ihres von der Gesellschaft als entstellend angesehenen Äußeren sozial geächtet sind, gleichzeitig aber mit außerordentlichen Fähigkeiten („Superkräften“) begabt sind, die sie nutzen, um Gutes zu tun.

## Veröffentlichungsdaten
Die Doom Patrol wurde erstmals in einer für das Comicheft My Greatest Adventure #80 vom Juni 1963 verfassten Geschichte der Autoren Arnold Drake und Bob Haney vorgestellt, die von dem Zeichner Bruno Premiani visuell umgesetzt wurde. Mit an diesem Heft beteiligt war zudem der editor Murray Boltinoff, der die Doom-Patrol-Geschichten in den folgenden Jahren redaktionell betreute. Nachdem diese Test-Geschichte auf ein überwältigend positives Echo bei den Lesern von My Greatest Adventure stieß, wurde die Serie (bis dato eine „Try-Out“-Serie mit ständig wechselnden Inhalten) mit Ausgabe #81 in Doom Patrol umbenannt und erzählt fortan ausschließlich die Abenteuer der Gruppe. Diese Serie wurde knapp fünf Jahre lang fortgesetzt, bevor sie im September/Oktober 1968 mit Ausgabe #127 eingestellt wurde.
1977, neun Jahre nach dem Ende der alten Serie, stellten Autor Paul Kupperberg und Zeichner Joe Staton in der Ausgabe #94 der Serie Showcase eine Neuinterpretation des Stoffes vor: Name und Prämisse blieben dabei die gleichen wie in der Serie der 1960er Jahre, allerdings wurden andere Hauptfiguren in den Mittelpunkt der Handlung gestellt, nachdem die Helden der alten Serie am Ende von Doom Patrol #127 ihr Leben geopfert hatten, um ein Fischerdorf an der amerikanischen Westküste vor der Zerstörung zu bewahren. Die Cover für diese neuen Doom-Patrol-Hefte wurden von Jim Aparo gestaltet. Zusätzlich zu ihrer eigenen Serie wurden die Figuren der Doom Patrol zu dieser Zeit häufig in Geschichten der Team-Up-Serie DC Comics Presents und in die Serie Supergirl eingebaut.
In den 1980er Jahren wurde eine neue Doom Patrol Serie gestartet (Volume 3), deren erste siebzehn Ausgaben erneut Paul Kupperberg verfasste. Als Zeichner wurde ihm Steve Lightle zur Seite gestellt. Später übernahm Autor Grant Morrison die Serie, während Richard Case die Zeichnungen beisteuerte. Später übernahmen nacheinander Eric Larsen und Ted McKeever den Zeichnerjob. Als Nachfolgerin von Morrison verfasste Rachel Pollack die letzten Jahrgänge der Serie, bevor diese im Februar 1995 mit Ausgabe #87 eingestellt wurde. Zu den Coverzeichnern der Serie zählten unter anderem Simon Bisley.
Nach mehreren Jahren Veröffentlichungspause beauftragte DC den Autoren John Arcudi mit der Entwicklung einer neuen Doom Patrol Serie (Volume 4), deren erste Ausgabe im Dezember 2001 auf den Markt kam. Diese Serie wurde zeichnerisch größtenteils von Tan Eng Huat umgesetzt und erreichte zweiundzwanzig Ausgaben.
Weniger als ein Jahr nach dem Ende der vierten Serie im Herbst 2003 wurde im August 2004 abermals ein Neustart der Doom-Patrol-Comics ins Werk gesetzt. Die Geschichten für diese neue, fünfte (Volume 5), Serie unter dem Titel Doom Patrol, wurden von Autor John Byrne verfasst, der auch die Zeichnungen besorgte. Die Überarbeitung von Byrnes Zeichnungen mit Tusche erledigte der Inker Doug Hazlewood. Diese Serie wurde Anfang 2006 nach nur achtzehn Ausgaben eingestellt.

## Handlung
Die Geschichte der Doom Patrol beginnt in den meisten Versionen des Stoffes damit, dass der auf einen Rollstuhl angewiesene Wissenschaftler Dr. Niles Caulder, genannt Chief, zwei Männer und eine Frau um sich versammelt, die durch merkwürdige Unfälle wundersame Fähigkeiten erhalten haben, um mit ihnen eine Gruppe von Superhelden zu gründen. Bei diesen drei handelt es sich um Larry Trainor sowie Rita und Clifford Steele. Trainor nennt sich Negative Man, da ein schattenähnlichen außerirdischen Wesen namens Negative Spirit seinen Körper „bewohnt“, das er bei Bedarf „entfesseln“ und auf Gegner loslassen kann, Rita wird zu Elasti-Girl, die ihren Körper verformen und strecken kann wie ein elastisches Gummiband, und Clifford Steele ist ein Rennfahrer, wird zu Robotman, nachdem sein menschlicher Körper bei einem schweren Autounfall zerstört und sein Gehirn in einen Roboterkörper verpflanzt wurde. Später stoßen noch Beast Boy alias Garfield und Mento alias Steve Dayton zur Doom Patrol: Beast Boy ist ein grünhäutiger Teenager und kann sich auf Wunsch in jedes Tier verwandeln, an das er denkt, und Mento verfügt über außergewöhnliche mentale Kräfte.
Gemeinsam kämpft die Gruppe gegen bizarre Superschurken wie den hochintelligenten Gorilla Monsieur Mallah, die maliziöse Madame Rouge, den nach Unsterblichkeit strebenden General Immortus und die sektiererische Brotherhood of Evil, die von Brain angeführt wird, einem mit Hilfe von elaborierter Technologie künstlich am Leben gehaltenen Gehirn. Daneben muss sich Doom Patrol mit den Vorurteilen einer grausamen und engstirnigen Gesellschaft herumschlagen, die Lebewesen nicht nach ihrem Charakter, sondern aufgrund ihres Äußeren bewertet.
In der Doom Patrol Serie der 1970er Jahre wurden zunächst eine Reihe neuer Figuren vorgestellt: Die Indianerin Arani Desai alias Celsius tritt hier als Gründerin einer zweiten Generation der Doom Patrol auf. Ziel dieser neuen Gruppe ist es anfangs, Niles Caulder wiederzufinden, von dem Celsius glaubt, er wäre noch am Leben und von dem sie behauptet, er sei ihr Ehemann. Außerdem gehören dem Team an: Robotman, der als einziges Mitglied der alten Gruppe deren letzte Mission überlebt hat, wie man im ersten Abenteuer der neuen Gruppe erfährt; dann der findige Techniker Joshua Clay alias Tempest, der einen neuen Körper für Robotmans Gehirn konstruiert, nachdem dessen alter Körper schwer beschädigt und damit unbrauchbar wurde; außerdem die Kosmonautin Valentina Vostok, die zu Negative Woman wird, nachdem der Negative Spirit sich in ihrem Körper eingenistet hat. Hinzu kommen Lodestone, die über magnetische Kräfte verfügt, Karma, die andere Menschen mit Hilfe psychischer Impulse zum Stolpern bringen kann, und ein Mann namens Scott Fischer.
Grant Morrison integrierte zahlreiche Themen der Postmoderne in seine Doom Patrol Geschichten. So finden sich in ihnen Anklänge von kunstgeschichtlichen Ideen wie Dadaismus und Surrealismus sowie der modernen Psychologie. Während seiner Autorenschaft muss die Patrol sich unter anderem mit indianischen Geistern und einer anarchistischen Gruppierung namens Legion of Dada herumschlagen, die es sich zum Ziel gemacht hat, Unordnung und Chaos zu stiften. Grant Morrisons Run endete mit der Enthüllung, dass die vermeintlichen „Unfälle“, die Rita, Steele und Trainor entstellten und ihnen ihre Superkräfte verliehen, tatsächlich von Caulder planvoll arrangierte Anschläge waren, mit denen er seine zukünftigen Teamgefährten erschaffen wollte. Morrisons Nachfolgerin Pollack thematisierte zusätzlich auch religiöse Konzepte wie Kabbala und jüdische Mystik sowie sexuelle Normabweichungen wie Bi- und Transsexualität.

## Adaptionen
Einige Mitglieder der Doom Patrol (Robotman, Negative Man, Mento und Elasti-Girl) traten in einigen Folgen der Zeichentrickserie Teen Titans als Gaststars auf.
Die Zeitschrift Variety berichtete darüber hinaus am 19. Juli 2006, dass die Warner Brothers Studios den Drehbuchautoren Adam Turner, mit der Abfassung eines Skriptes für einen Doom Patrol Film beauftragt hätten.
Nachdem das Team im November 2018 in der gleichnamigen Episode der Serie Titans vorgestellt wurde, erscheint seit Februar 2019 die Serie Doom Patrol.

## Nachdrucke
Die Doom Patrol Geschichten der 1960er Jahre sind in sechs Sammelbänden nachgedruckt worden:
- Doom Patrol Archives #1, 2002 (enthält My Greatest Adventure/Doom Patrol #80-89)
- Doom Patrol Archives #2 (enthält Doom Patrol #90-97)
- Doom Patrol Archives #3 (enthält Doom Patrol #98-105 und Challengers of the Unknown #48)
- Doom Patrol Archives #4 (enthält Doom Patrol #106-113)
- Doom Patrol Archives #5 (enthält Doom Patrol #114-121)

Grant Morrisons Doom Patrol Geschichten sind in sechs Bänden nachgedruckt worden:
- Crawling from the Wreckage, 2000. (enthält Doom Patrol #19-25)
- The Painting That Ate Paris, 2004. (enthält Doom Patrol #26-34)
- Down Paradise Way, 2005. (enthält Doom Patrol #35-41)
- Musclebound, 2006. (enthält Doom Patrol #42-50)
- Magic Bus, 2007. (enthält Doom Patrol #51-57)
- Planet Love, 2008. (enthält Patrol #58-63 und Doom Force #1)